# Mercato ferroviario di Maeklong

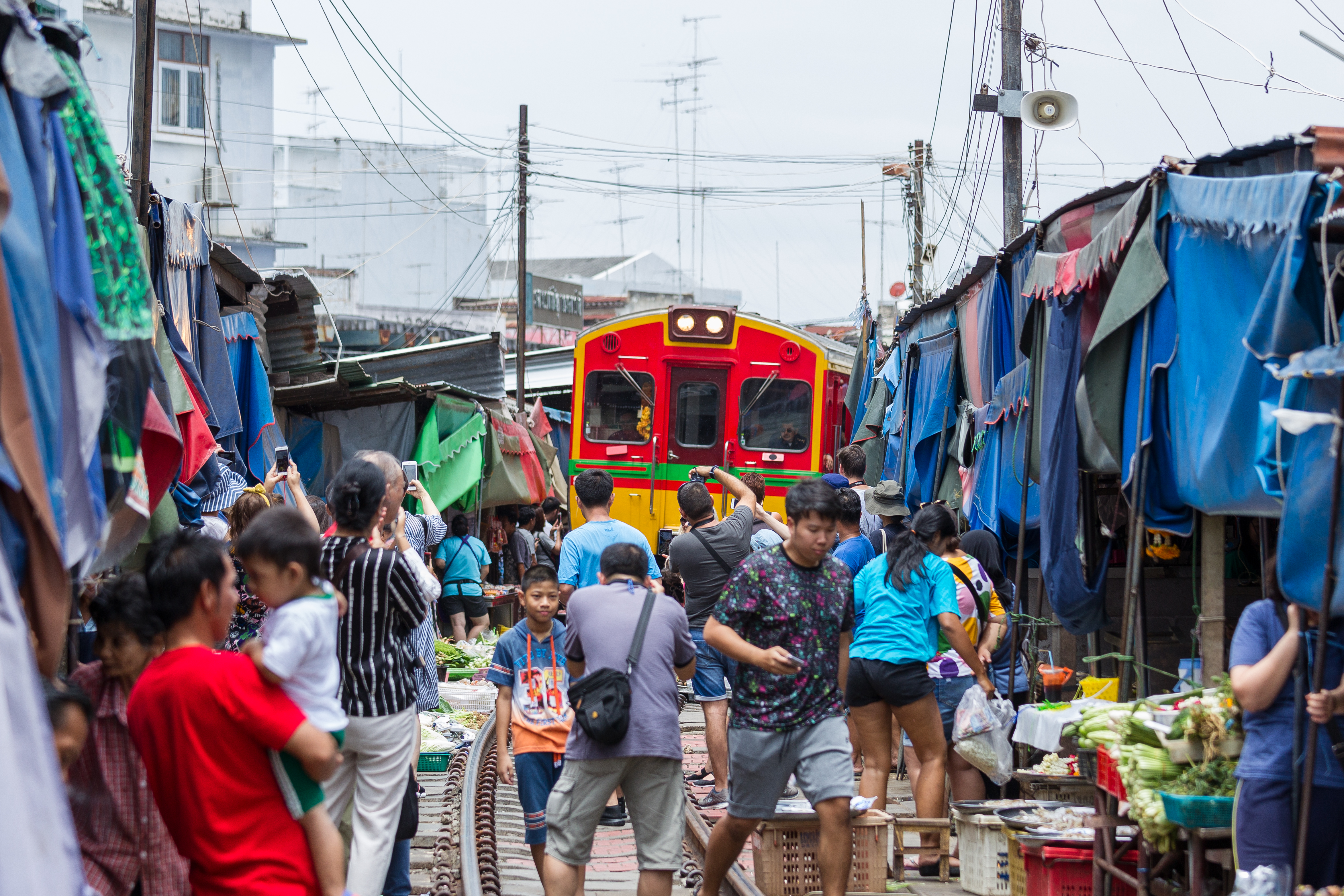
Treno in arrivo al mercato.

Il mercato ferroviario di Maeklong (in thailandese ตลาดร่มหุบ, Talat rom hub, letteralmente "mercato degli ombrelli che si chiudono") è il mercato centrale di Samut Songkhram, in Thailandia. Si trova nei pressi della stazione ferroviaria Maeklong, a circa 80 chilometri di distanza da Bangkok ed è caratterizzato dai treni che lo attraversano quotidianamente.
Vengono venduti principalmente generi alimentari tra cui frutta, verdura, carne e prodotti ittici freschi (per cui il mercato è molto noto).

## La ferrovia e il treno
Il mercato è situato esattamente lungo i binari della linea Maeklong della Ferrovia di Stato della Thailandia. 
La peculiarità di questo mercato è proprio il passaggio del treno che si ripete quotidianamente otto volte al giorno; un allarme avvisa i presenti circa tre minuti prima dell'arrivo del treno, in questo lasso di tempo i venditori spostano la loro mercanzia e ritirano verso l'interno le tende da sole per permettere al treno di proseguire e rimettono tutto come stava prima una volta passato il treno.

## Storia
La ferrovia fu costruita nel 1905, decenni dopo il mercato, il quale, piuttosto che spostarsi, semplicemente si adeguò alle nuove circostanze.
Oggi è un luogo molto conosciuto e costituisce una meta frequentata quotidianamente dagli abitanti del luogo e soprattutto dai turisti.